# Christianisme en Éthiopie

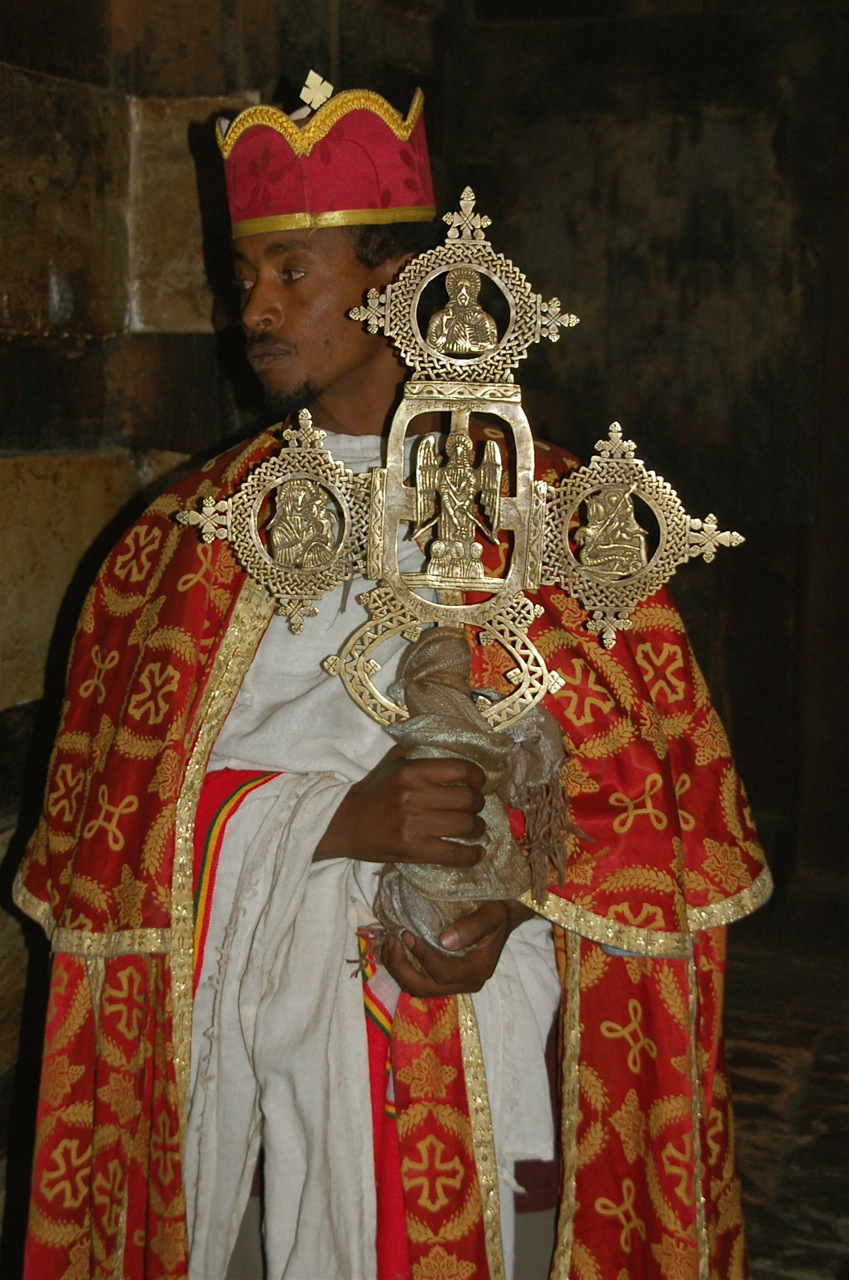
Prêtre de l'église Yemrehanna Krestos.

Pourcentage d'adhérents de l'Église orthodoxe tewahedo d'Éthiopie par wereda en 2007 (recensement).

Le christianisme en Éthiopie regroupe environ 60 % de la population selon le recensement de 1994,. Les membres de l'Église orthodoxe Tewahedo éthiopienne représentent alors 50 % de la population, les autres chrétiens sont surtout protestants, mais aussi membres d'autres églises orthodoxes ou catholiques.

## Orthodoxie monophysite
Le christianisme apparaît au royaume d'Aksoum par la conversion du roi Ezana 1er d'Aksoum par Frumentius entre 341 et 346. Vers 480, un groupe de moines, les Neuf Saints introduisent le monachisme et le monophysisme, c'est-à-dire le refus des définitions christiques du concile de Chalcédoine (451) et contribuent à la diffusion du christianisme. Ils incitent également à traduire les textes religieux en guèze.
L'influence du christianisme orthodoxe est perceptible dans la peinture, la littérature – surtout guèze – mais aussi dans les habitudes quotidiennes des Éthiopiens. Au niveau artistique, les églises éthiopiennes sont souvent richement décorées et un art chrétien s'est développé dans le pays. La construction d'églises et de monastères est un moyen d'expression architectural, avec des productions particulièrement remarquables comme les églises rupestres de Lalibela édifiées à partir du XIIe siècle. Sur ce site, une fouille a été effectuée dans un cimetière où les tombes datant du  XIe siècle sont situées avec la tête au nord, comme les païens à cette époque. Cependant, à partir du  XIIIe siècle, les tombes sont positionnées avec la tête à l'ouest, comme le voulait la tradition chrétienne.
Les fêtes religieuses éthiopiennes sont spectaculaires et utilisent des objets de cultes spécifiques comme les tabots et les croix éthiopiennes.
La littérature ge'ez inclut beaucoup d'œuvres à caractère essentiellement religieux: vies de saints, récits de miracles, etc., mais aussi politique (hagiographies, histoires, etc.).
Les chrétiens orthodoxes d'Éthiopie respectent les interdits alimentaires de l'Ancien Testament (les seules viandes autorisées sont celles de bœuf, de chèvre et mouton, et de poulet) et pratiquent un régime strict sans produit animal (viande, produits laitiers, œufs… parfois poisson) les mercredis et vendredis ainsi que pendant les nombreuses périodes de jeûne (jusqu'à 180 jours par an) ; les restaurants ne proposent souvent pas de viande ces jours-là. Par ailleurs, ils ne mangent normalement que de la viande issue d'animaux abattus selon le rite orthodoxe. La société éthiopienne étant très marquée par le christianisme, les caricatures religieuses ou insultes à l'encontre de personnages bibliques peuvent être mal perçues.
L'orthodoxie monophysite est restée la religion officielle de l'Éthiopie jusqu'à la révolution de 1974, et l'instauration d'un État laïc.

## Catholicisme
Au XVIe siècle, des missionnaires jésuites tentent de convertir les élites, mais ils sont expulsés du pays en 1633 par le negus Fasiladas. En 1854, un missionnaire catholique, Mgr de Jacobis, est encore expulsé du pays. Cependant, dans la deuxième moitié du XIXe siècle, des catholiques s'installent à nouveau à proximité des colonies européennes, française (le territoire d'Obock devenu la Côte française des Somalis) et italienne (Érythrée) qui se développent sur le littoral de la mer Rouge. Dans l'est du pays au Hararghe, un missionnaire catholique comme monseigneur Jarosseau a intégré l'entourage de dignitaires éthiopiens comme le ras Makonnen et son fils, Tafari, futur empereur Haïlé Sélassié Ier. On trouve une cathédrale catholique à Addis-Abeba dès le début du XXe siècle.
Depuis le XXe siècle, et en particulier après la Seconde Guerre mondiale, de nombreux missionnaires protestants sont venus dans le pays. Les relations sont parfois difficiles, en particulier car les protestants ne reconnaissent pas les saints qui tiennent une place centrale dans la pratique des orthodoxes. Toutefois, les protestants étaient bien vus après 1941, car ils étaient assimilés aux libérateurs britanniques. Dans un souci de diplomatie, et de reconnaissance, l'empereur Haïlé Sélassié Ier accepta l'implantation de missions protestantes, britanniques et américaines.
La religion catholique est assimilée aux Italiens qui ont occupé le pays entre 1935 et 1941, et au régime fasciste responsable de massacre de civils, comme celui ordonné par Graziani en 1937, ou l'exécution de prêtres orthodoxes, comme aboune Pétros. Pour les dignitaires éthiopiens, l'Église catholique a fermé les yeux sur les exactions commises pendant cette période.

## Christianisme évangélique
L’Église éthiopienne Kale Heywet a été fondée en 1927 dans le sud de  l’Éthiopie par l’organisation  missionnaire chrétienne évangélique SIM . En 2013, elle compterait 7.774 églises et 6,7 millions de membres .
L’Ethiopian Full Gospel Believers' Church a été officiellement fondée en 1967 . En 2015, elle disait compter 2.143 églises et 4,5 millions de membres .
L’Église baptiste éthiopienne d'Addis Kidan a été officiellement fondée en 1989 . En 2017, elle compterait 137 églises et 41.000 membres .
- Pentecôtisme en Éthiopie (en)
- P'ent'ay, mouvement pentecôtiste éthiopien
- Meserete Kristos Church (en), église mennonite éthiopienne
- Église évangélique éthiopienne Mekane Yesus, près de 4000 pasteurs et 8,3 millions de fidèles